# パルミジャニーノ
パルミジャニーノ（Parmigianino、1503年1月11日 - 1540年8月24日）は、マニエリスム初期、ローマなどで活躍したイタリアの画家。本名は、ジローラモ・フランチェスコ・マリア・マッツォーラ (Girolamo Francesco Maria Mazzola)。
ミケランジェロ、ダ・ヴィンチなどルネッサンスの影響を受けた。最も影響を受けているのはラファエロで、現存するスケッチの中でも、特にラファエロのスケッチを多く残している事からもうかがい知れる。独特な画風を持つパルミジャニーノの作品は、幻想的な物が多い。

## 生涯
2歳で父を亡くし、叔父であるPier Ilarioに育てられるが、この叔父が芸術家であったために絵画を学ぶ機会を得た。1515年、叔父がパルマの教会の内装を手掛けることになり、若いパルミジャニーノも参加している。
1524年に自身の作品（凸面鏡の自画像）を持ってローマに行き、高い評価を得る。1526年には叔父と共にラウロの教会の内装を依頼され『聖ヒエロニムスの幻視』（現在ロンドンのナショナル・ギャラリー蔵）等を作成。しかしローマ略奪のためにローマを離れる。
37歳の若さでこの世を去ったのはその時期に流行した赤痢のためと言われている。

## ギャラリー

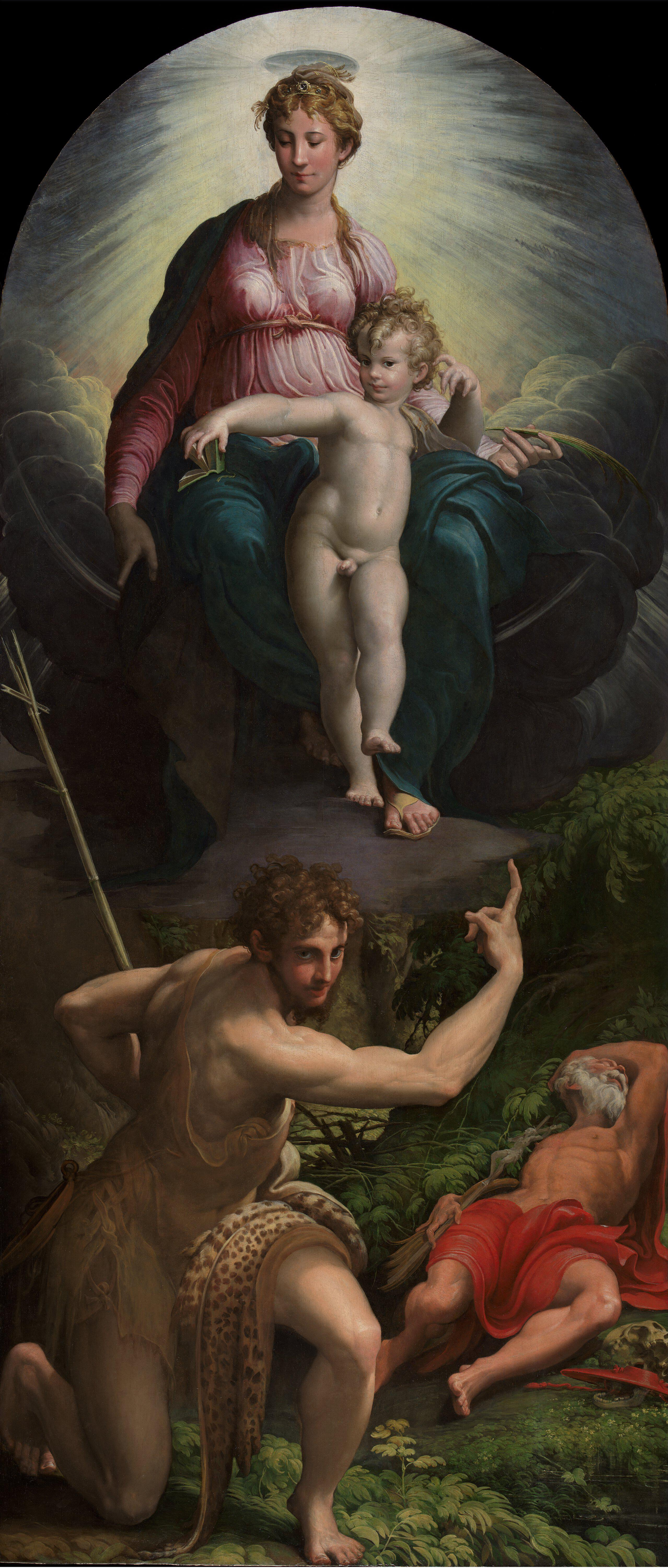
『聖ヒエロニムスの幻視』（1527年）ナショナル・ギャラリー（ロンドン）所蔵
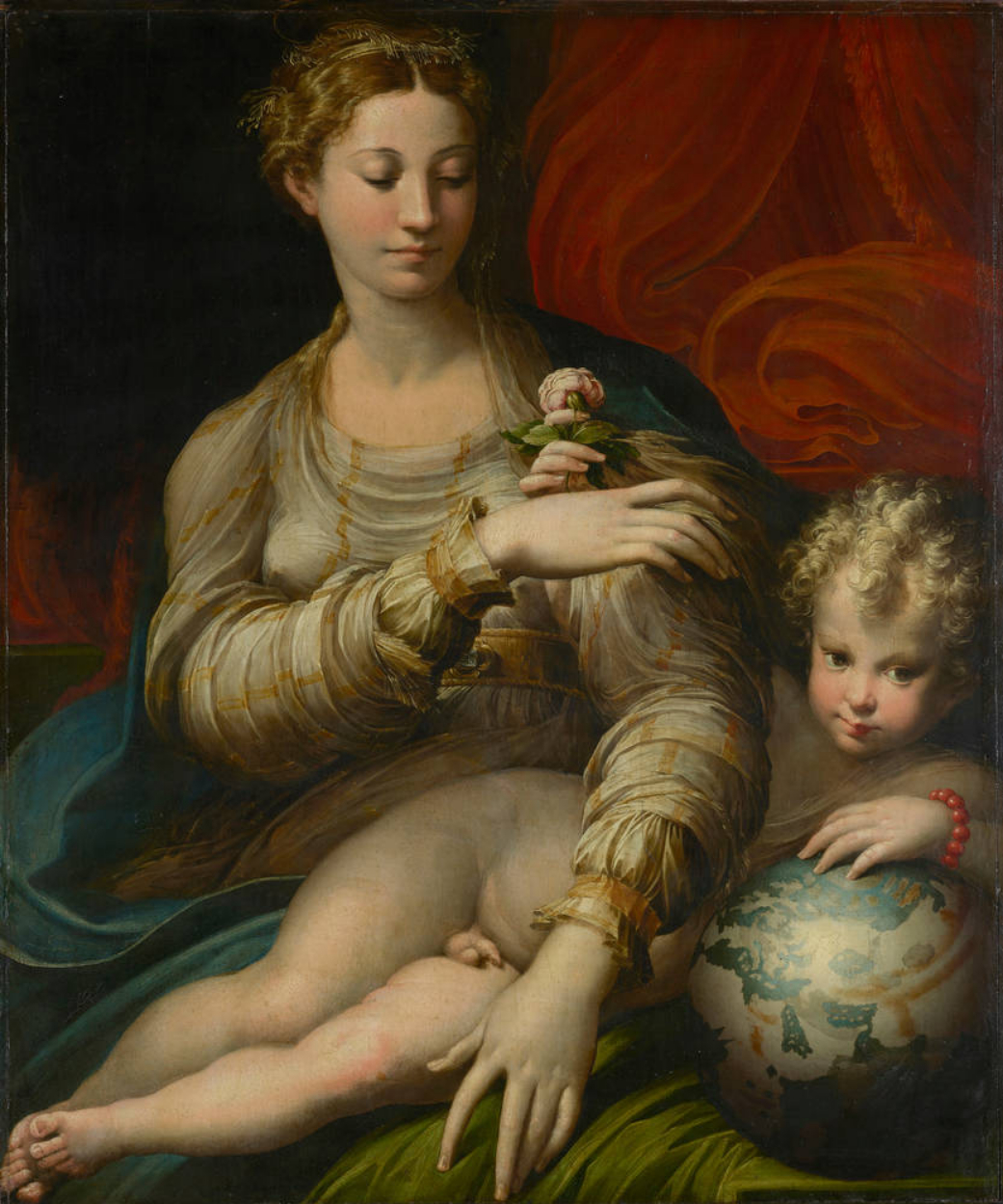
『バラの聖母』（1530年）アルテ・マイスター絵画館所蔵
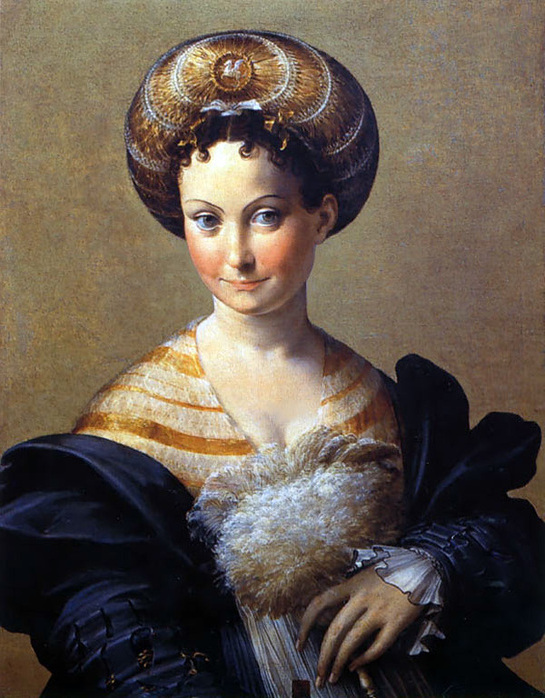
『トルコの奴隷』（1532年頃）パルマ国立美術館所蔵
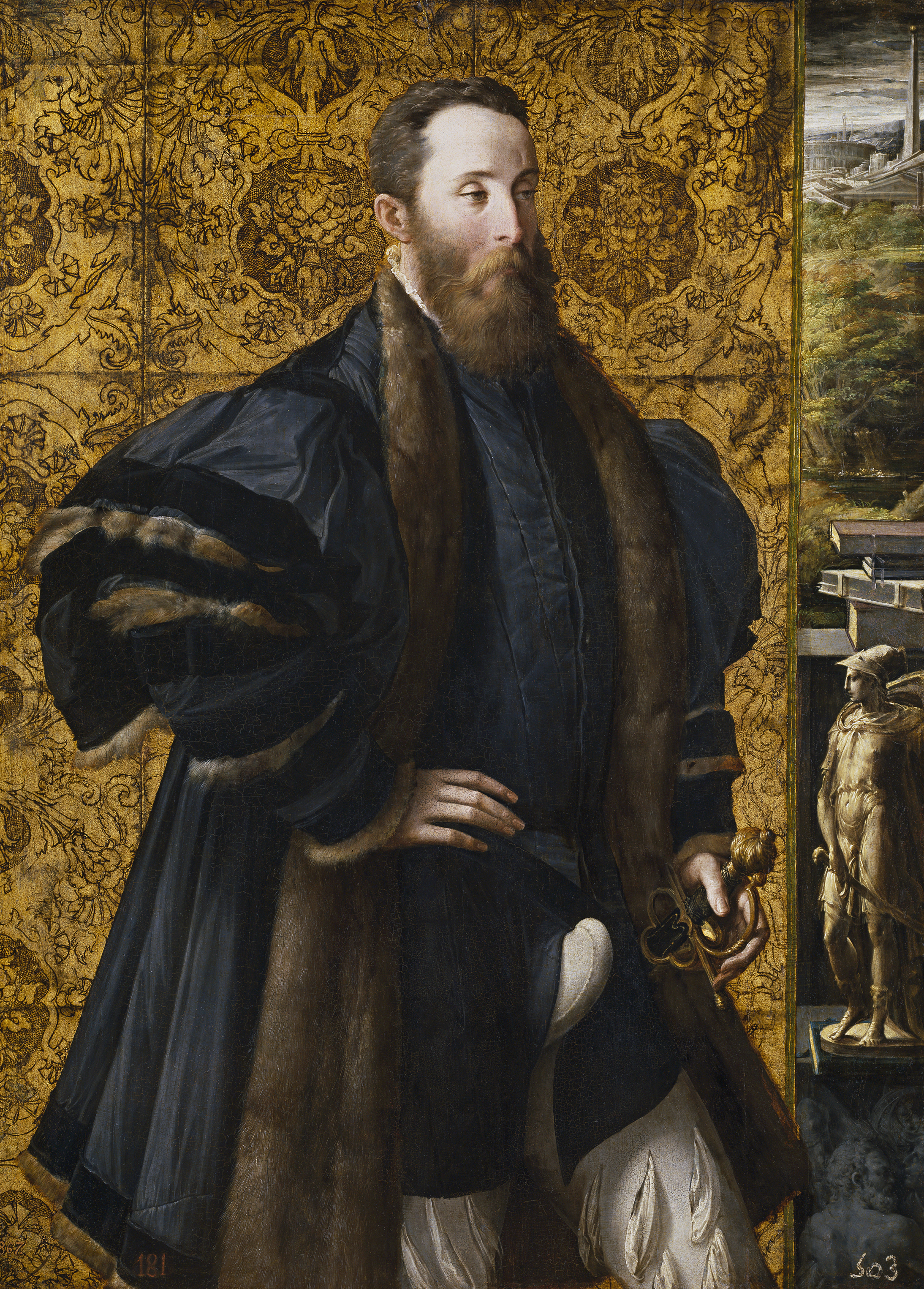
『サン・セコンド伯爵ピエル・マリア・ロッシの肖像』（1533年-1535年）プラド美術館所蔵
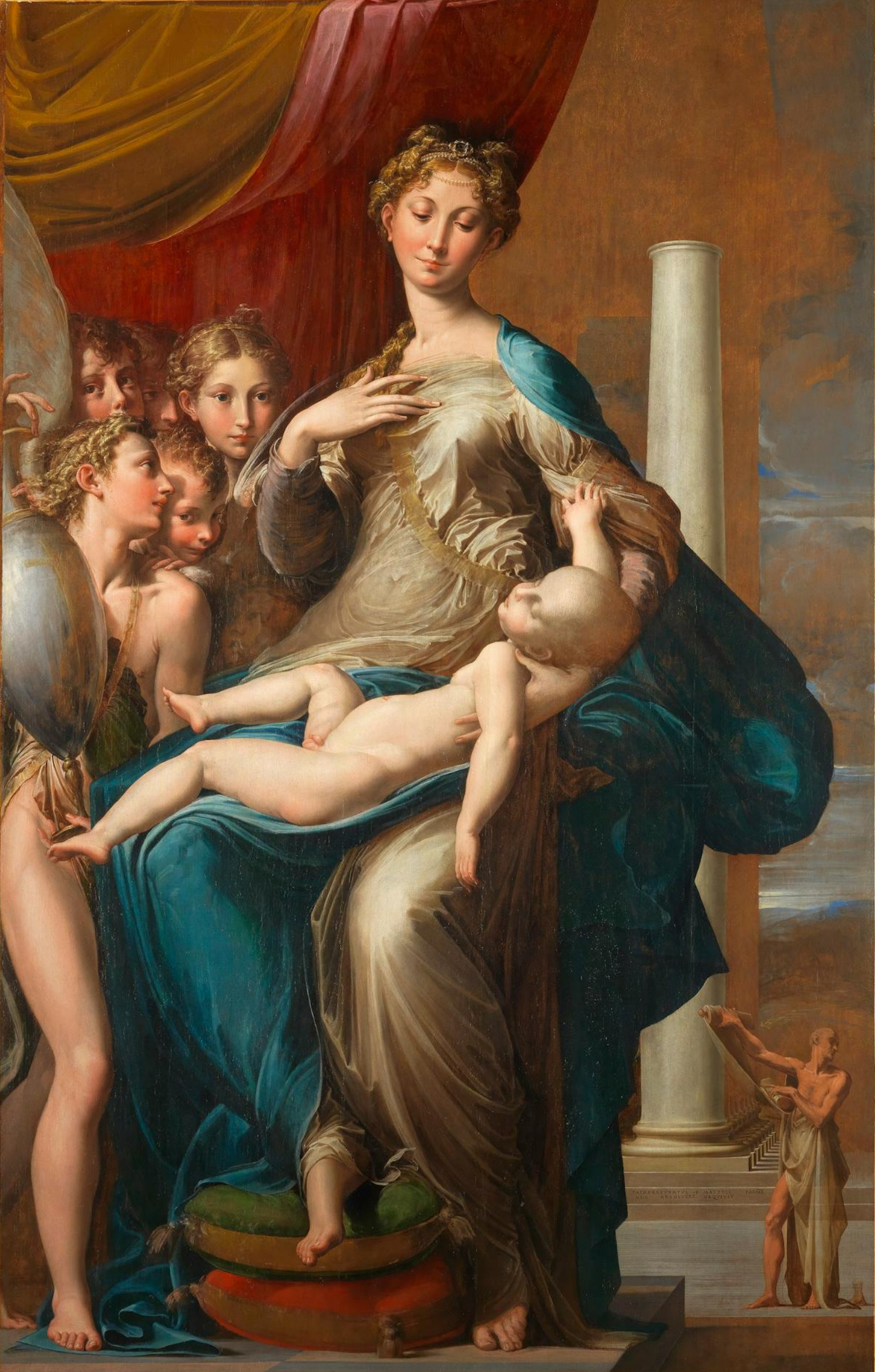
『長い首の聖母』（1535年）ウフィツィ美術館所蔵
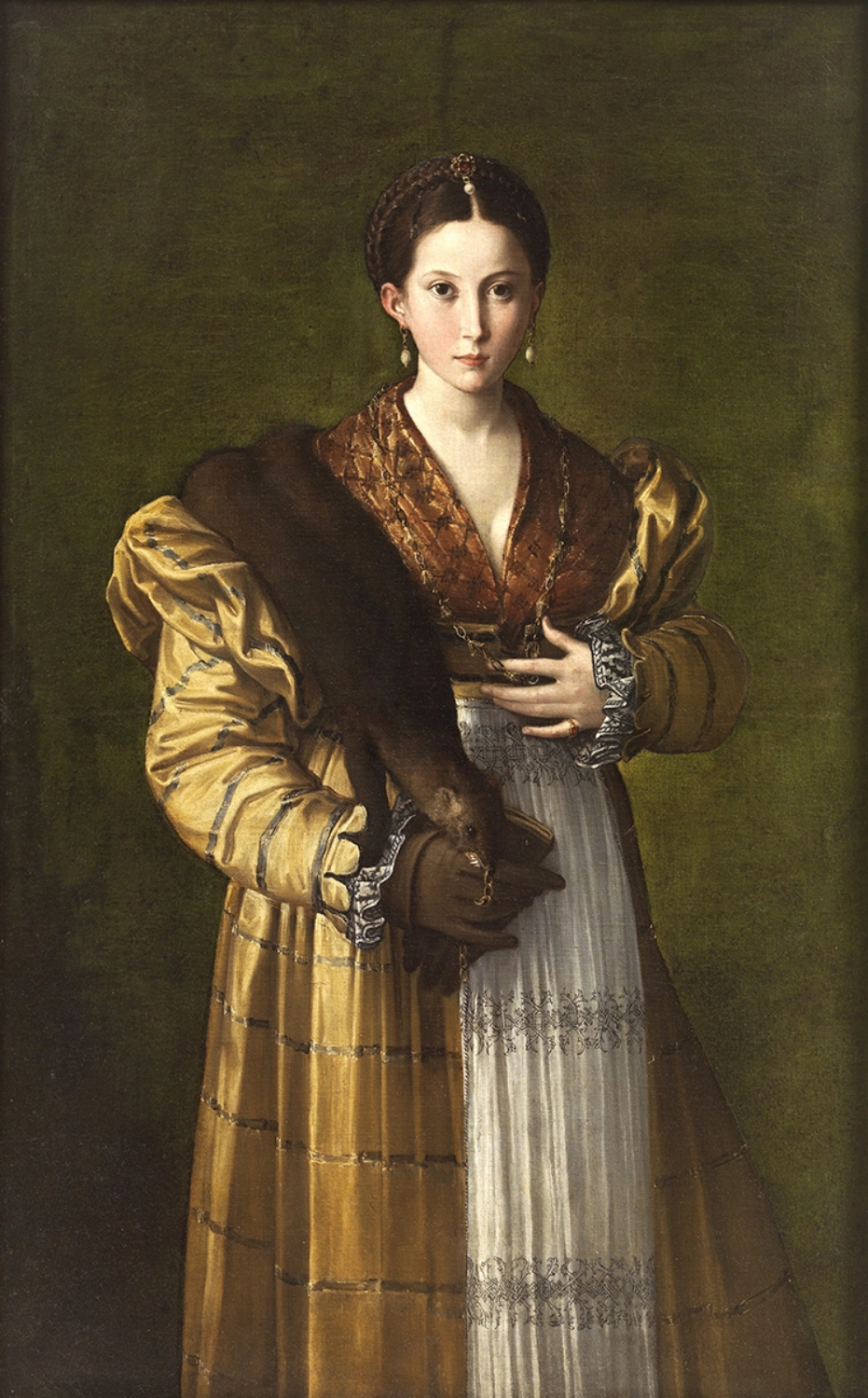
『アンテア』（1535年）カポディモンテ美術館所蔵
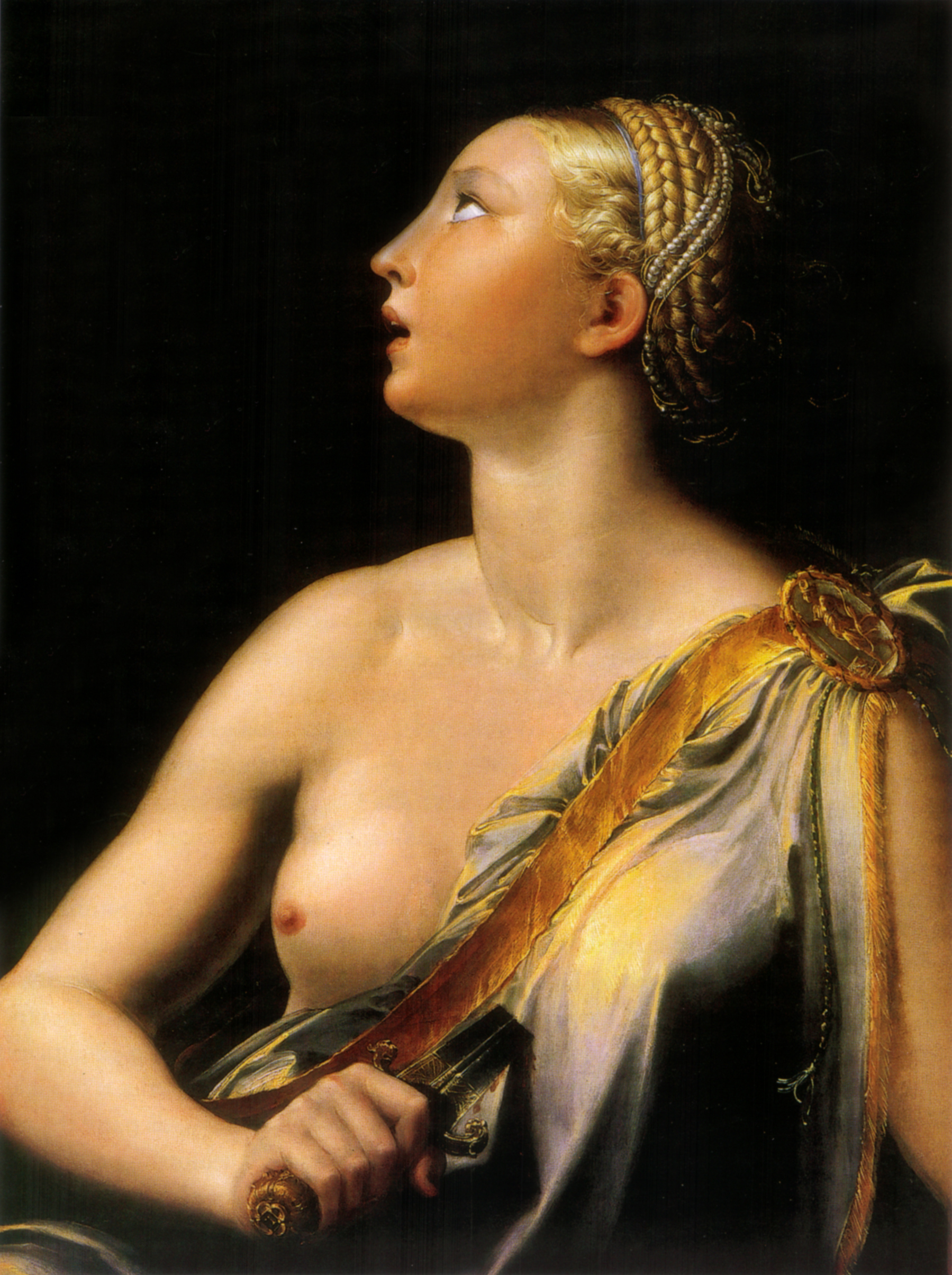
『ルクレティア』（1540年）カポディモンテ美術館所蔵

## 参照
1. ↑  “Parmigianino | Italian artist”. Britannica. 2025年1月11日閲覧。
2. ↑  Vasari, Giorgio (Bull, George, translator) (1988). Lives of the Artists: Volume 2, pp. 185-99. Penguin Classics. ISBN 0140444602.